# Nerodia clarkii
Nerodia clarkii är en ormart som beskrevs av Baird och Girard 1853. Nerodia clarkii ingår i släktet Nerodia och familjen snokar.
Arten förekommer i södra USA vid Mexikanska golfen och vid Floridas östra kustlinje. Den hittas även vid norra Kubas kustlinje och på flera mindre öar i regionen. Denna orm lever vanligen i mynningsvikar med bräckt vatten. Den hittas även i mangrove och i träskmarker lite längre bort från havet. Individerna söker ibland skydd i bon som skapades av kräftor, vinkarkrabbor och bisam. De kan även gömma sig under stenar, träbitar och annan bråte.
Beståndet hotas av muddring, andra förändringar av kusten och av bekämpningsmedel som hamnar i vattnet. Ormen är även känslig för vattenföroreningar med olja. Hela populationen anses fortfarande vara stor men den minskar. IUCN kategoriserar arten globalt som livskraftig.

## Underarter
Arten delas in i följande underarter:
- N. c. clarkii
- N. c. compressicauda
- N. c. taeniata